# Howard Finkel
Howard Finkel (Newark (New Jersey), 7 juni 1950 – 16 april 2020) was een Amerikaans professioneel worstelomroeper. World Wrestling Entertainment stelde hem in 1977 als zodanig aan.

## Jobtitels
- WWF Superstars of Wrestling: ringomroeper (6 september 1986 - 2001)
- Heat: ringomroeper
- RAW: ringomroeper (januari 1993 - augustus 2002)
- SmackDown!: ringomroeper
- House show: ringomroeper
- WWE Hall of Fame: presentator (WrestleMania 21 en WrestleMania XXIV)

## Prestaties
- World Wrestling Entertainment
  - Plakkaat "Commemorating 10 years of announcing at Madison Square Garden"
  - WWE Hall of Fame (Class of 2009)